# モハメド・フェッラー
モハメド・フェッラー（Mohammed Fellah, 1989年5月24日 - ）は、ノルウェー・オスロ出身の元サッカー選手。現役時代のポジションはミッドフィールダー、またはフォワード。主なポジションは攻撃的ミッドフィールダー、センターハーフ。
両親がモロッコのアル・ホセイマ出身というイスラム系の家系に生まれた。

## 経歴
2004年からヴォレレンガ・フォトバルのユースチームに所属し、2006年にトップチーム昇格した。2013年8月にデンマークのエスビャウfBに移籍した。2016年5月にFCノアシェランに移籍した。

## 代表歴
ノルウェー代表として各年代でプレーした。2013年に代表初出場。